# Ésociculture

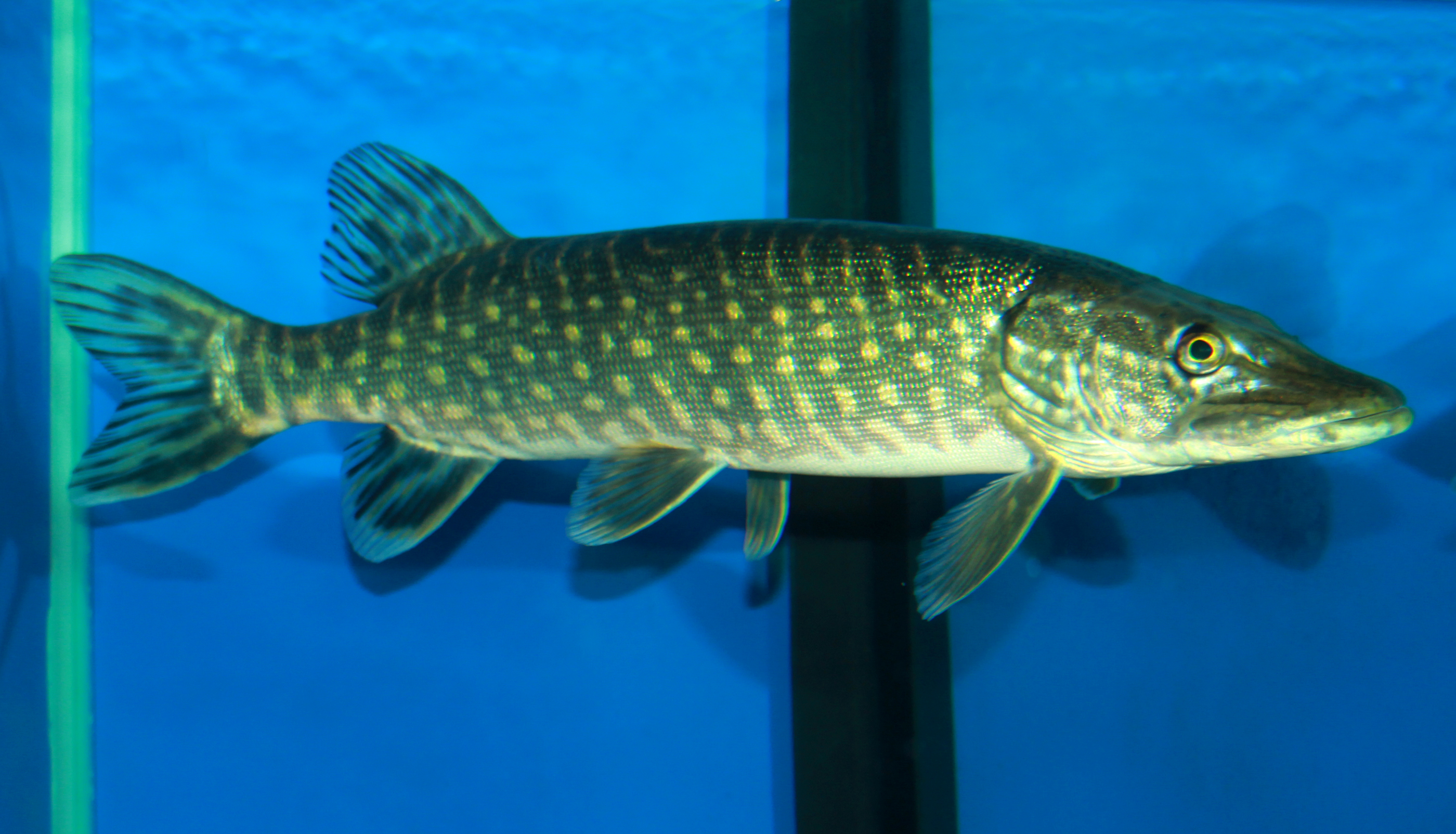
Un Grand brochet (Esox lucius) à l'exposition subaquatique Vltava, au palais Kinský, en République tchèque.

Pisciculture du brochet
L'ésociculture, ou pisciculture du brochet, désigne l'élevage des brochets. Une personne qui pratique ceci est un ésociculteur. Les espèces élevées sont le Grand brochet (Esox lucius) et le Maskinongé (E. masquinongy). Cette aquaculture a pour objet principal le réempoissonnement, par le biais de l'alevinage notamment. L'ésociculture se pratique surtout en France.